# 克勒德桑托斯山

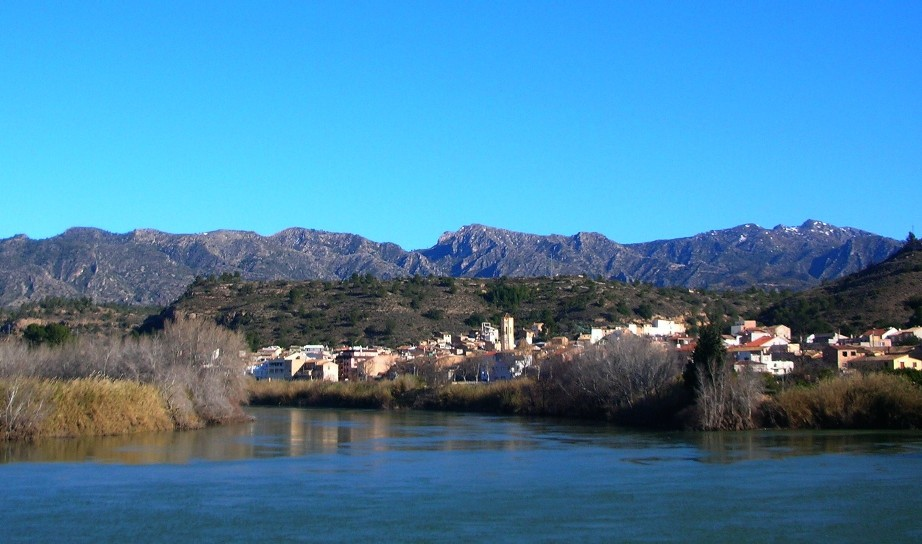

40°56′25.88″N 0°35′9.77″E / 40.9405222°N 0.5860472°E
克勒德桑托斯山，是西班牙的山峰，位於該國東北部加泰羅尼亞，屬於加泰羅尼亞前海岸山脈中卡爾多山的一部分，海拔高度941米。